# 江苏江阴—靖江工业园区
江苏江阴—靖江工业园区是江苏省无锡市下属的江阴市和泰州市下属的靖江市，跨市跨江联合开发的省级经济技术开发区。于2003年8月29日成立，总规划面积60平方公里。首期实施8.6平方公里。初名江阴经济开发区靖江园区。
江阴市、靖江市分别出资成立江阴经济开发区靖江园区投资有限公司，进行园区开发。行政审批由江苏省人民政府部门负责，享受地级政府审批权限。2004年2月，成立江苏江阴—靖江工业园区办事处，隶属于靖江市人民政府，管理园区社会事务。辖区面积16平方公里。在江阴市的区域，以江苏江阴靖江工业园区之名，列为江阴市的一个类似乡级单位。在靖江市的区域，以江阴园区之名，列为靖江市的一个类似乡级单位。

## 行政区划
在国家统计局网站中，江苏江阴靖江工业园区下辖以下地区：江苏江阴靖江工业园区虚拟社区。
江阴园区：八圩社区、莲沁苑社区、四圩村、五圩村、六圩村、八圩村、江防村、江峰村、迎江村、万丰村、恒义村和五星村。
靖江市人民政府网站中，园区下辖莲沁苑、溢馨苑2个社区居委，代管江峰村、江防村、八圩村、六圩村、五圩村、四圩村、万丰村、迎江村、恒义村、五星村等10个行政村，以及市渔业公司第三、七分公司。